# Institut pour l'histoire de l'aluminium
L’Institut pour l’histoire de l’aluminium (IHA) est un centre de ressources et d’expertise consacré à la préservation, la mémoire et la mise en valeur du patrimoine industriel, en particulier celui de l’aluminium, en France et à l’international. Il œuvre depuis 30 ans à la rencontre entre l’industrie et le monde de la culture, en particulier dans les domaines suivants : politique et traitement d’archives (tri, classement, inventaire, conservation et gestion), recherche en sciences humaines et sociales, édition (papier et numérique, bases de données) et muséographie (valorisation de collections, conseil scientifique, conception et réalisation d’expositions).
Son centre de ressources rassemble et valorise des collections d’objets, des ressources documentaires et archivistiques (bibliothèque et iconothèque numérique). L’IHA travaille sous la responsabilité d’un conseil scientifique international et pluridisciplinaire, au cœur d’un réseau comprenant de nombreuses institutions de recherche et du monde culturel, mais aussi des entreprises du secteur industriel en France et dans le monde.
L’IHA a pour publics le monde des chercheurs et des spécialistes du patrimoine, les professionnels de l’aluminium mais aussi le grand public.
Organisation à but non lucratif forte de plus de deux cents membres, l’Institut est financé par le mécénat, les cotisations de ses membres, les subventions et les prestations qu’il propose. Il comprend huit salariés permanents et se compose de trois entités : un centre de ressources et d’expertise, une agence d’ingénierie historique et un fonds de dotation en cours de constitution.

## Un centre de ressources et d'expertise
Ce centre de ressources comprend plus de 50 000 documents : archives, témoignages écrits et archives orales, publications, journaux d’entreprise, brochures techniques, collections photographiques et collections d’objets. La démarche de l’IHA inscrit l’aluminium dans les enjeux de société contemporains : la culture, l’économie, l’environnement, le développement des territoires et l’économie circulaire.

### La recherche
L’association accueille et accompagne les chercheurs. Son programme de bourses, destiné à des jeunes chercheurs du monde entier, a permis de soutenir depuis sa création plus de cent projets de recherche. Ils concernent l’histoire des techniques, des entreprises, de produits, l’histoire sociale, l’histoire culturelle et la mémoire orale. Certains ont bénéficié du soutien de l’Agence nationale de la recherche. Le conseil scientifique international appuie l’ensemble de ces projets.

### Le patrimoine et la diffusion des savoirs
L’IHA s’attache à la préservation et à la valorisation de l’ensemble du patrimoine industriel, en particulier celui de l’aluminium, qu’il soit matériel (usines, archives, œuvres et objets d’art) ou immatériel (mémoires et savoir-faire). Ses collections documentaires et ses collections d’objets sont accessibles au public par l’intermédiaire d’une bibliothèque et d’une iconothèque numérique. L’IHA est propriétaire de la collection automobile Grégoire-IHA récemment classée au titre des Monuments historiques, et conservée au Musée national de l'automobile de Mulhouse. Par ailleurs il est partenaire de la Collection Jean Plateau qui, depuis 1986, rassemble près de 25 000 objets en aluminium. 
L’IHA contribue aussi à l’élaboration de projets et de manifestations culturels favorisant une meilleure connaissance de l’histoire et du patrimoine du métal léger, notamment en partenariat avec des musées. En France, quatre d’entre eux présentent dans leur exposition permanente des pièces des collections Jean Plateau-IHA et Grégoire-IHA : Musée national de l'automobile de Mulhouse, Musée des arts et métiers à Paris, Musée Espace Alu à Saint-Michel-de-Maurienne, Musée des Gueules rouges à Tourves. L’IHA participe également à des expositions à l’international : le Audi Museum mobile d'Ingolstadt (Allemagne), la Pulperie de Chicoutimi, musée régional (Québec) ou le Carnegie Museum of Art à Pittsburgh (États-Unis).
L’IHA publie une revue bi-annuelle et bi-support, les Cahiers d’histoire de l’aluminium, diffusée sur Cairn.

## Partenaires et publics
L’IHA développe des partenariats de mécénat avec les entreprises telles que Rio Tinto et Constellium, des associations professionnelles telles qu’Aluminium France (association française de l’aluminium) et European Aluminium (association européenne de l’aluminium). L’IHA collabore avec le monde de la recherche à travers des projets associant l’Université d'Aix-Marseille, l’Université Paris-Sorbonne, l’Université Paris-Dauphine, l’Université Pierre-Mendès-France - Grenoble, l’École des hautes études en sciences sociales (EHESS) ou encore le Centre d'étude et de recherche Travail Organisation Pouvoir (CERTOP) associé au CNRS et à l’Université Toulouse Le Mirail. Il collabore ou a collaboré avec des universités étrangères au Cameroun, au Canada, en Espagne, aux États-Unis, en Italie, en Norvège et au Royaume-Uni. Certains de ces projets ont été financés par l’Agence nationale de la recherche.
Les publics auxquels l’IHA s’adresse sont multiples : enseignants-chercheurs et étudiants, industriels et salariés d’entreprises, institutions françaises et internationales, éditeurs, muséographes, communicants, collectivités territoriales et le grand public (exposition, édition, médias).

## Une agence d'ingénierie historique Revelis
Filiale de l’IHA, Revelis est une agence d’ingénierie historique qui propose des prestations de service liées à la valorisation du « capital-mémoire » des entreprises. Sa création en 2016 résulte de la diversification de l’activité de l’association à partir de ses métiers de base pour répondre aux besoins des entreprises et organisations.
Revelis s’articule autour de trois pôles d’expertise : 
- le pôle Archives accompagne les entreprises et organisations dans la gestion technique et économique des archives : diagnostic, définition d’une politique d’archivage, traitement, conservation, numérisation, élaboration d’outils de gestion, etc.
- le pôle Études et Recherches met en œuvre des projets de recherche autour de l’histoire et la mémoire des entreprises : histoire d’entreprise, histoire de sites industriels, histoire de marques, études d’impacts post-industriels, base de données historiques, notices pédagogiques, etc.
- le pôle Communication valorise la richesse d’un patrimoine et la singularité d’une histoire : édition de beaux livres, brochures, livres numériques, réalisation de sites Internet, valorisation de collections d’objets, organisation d’expositions, de conférences et d’évènements.